# Marcus Gilbert
Marcus Gilbert (Smyrna, Delaware, 1 de enero de 1993) es un jugador de baloncesto estadounidense que actualmente pertenece a la plantilla de los Héroes de Falcón de la Superliga Profesional de Baloncesto de Venezuela. Con 1,98 metros de altura puede jugar tanto en la posición de alero.

## Trayectoria
Formado en Fairfield Stags (NCAA), donde estuvo cuatro años, su temporada Sénior (15/16) fue la mejor para él, con promedios similares a la Júnior (16.7 puntos, 5.2 rebotes) y entrando dentro del mejor quinteto de su conferencia (MAAC).
Su buena temporada y su estilo de juego hicieron que recayera en una liga donde gustan mucho este tipo de rookies, la Serie A2 italiana. Su primer equipo profesional fue el FMC Ferentino, un equipo de la zona baja de la  segunda categoría del baloncesto italiano, donde alternó buenos partidos con actuaciones más grises (21 pa, 12.2 puntos, 4.4 rebotes) antes de cambiar de aires e irse a otra escuadra de la Serie A2 (Reggio Calabria, que hizo efectivo el trueque Radic-Gilbert). En este equipo solo disputó 5 partidos, pero dejó ver sus dotes anotadoras consiguiendo (15.8 puntos, 7.0 rebotes).
En verano de 2017 emigraba a Portugal, convirtiéndose en uno de los fichajes estrellas de un Porto que disputaba competición europea y que quería ganar la liga de su país. Allí, fue uno de los pesos pesados del equipo y un jugador básico en los esquemas del entrenador español Moncho López. En competición europea (FIBA Europe Cup) se fue hasta los 32 minutos de juego, siendo el máximo anotador del equipo con 16 puntos (por encima del 50% TC) y 5.1 rebotes en los ocho partidos que disputaron. En competición doméstica disputó 43 partidos (27 minutos, 12.3 puntos, 3.9 rebotes, 2.1 asistencias), aunque su equipo no logró el objetivo y acabó siendo subcampeón tras sucumbir ante un imperial Oliveirense.
En julio de 2018 se compromete con el Iberojet Palma de la liga LEB Oro para disputar la temporada 2018-19.